# سیلویای سوئد
ملکه سیلویا با نام اصلی سیلویا رناته سامرلات (Silvia Renate Sommerlath) (زادهٔ ۲۳ دسامبر ۱۹۴۳ در هایدلبرگ، آلمان) همسر کارل گوستاف شانزدهم، پادشاه سوئد و ملکه آن کشور از ۱۹۷۶ تا کنون است.

## زندگی‌نامه
سیلویا در ۱۹۴۳ در هایدلبرگ آلمان از مادری برزیلی و پدری آلمانی زاده شد.
سه ساله بود که خانواده‌اش به سائو پائولوی برزیل نقل مکان کردند و سیلویا بیشتر دوران کودکیش را در آنجا گذراند.
او در ۱۹۵۷ به آلمان غربی بازگشت و در ۱۹۶۹ با مدرک زبان اسپانیایی از مدرسهٔ مترجمی مونیخ فارغ‌التحصیل شد. او سپس در سفارت آرژانتین در مونیخ به‌عنوان مترجم مشغول کار شد و در بازی‌های المپیک تابستانی ۱۹۷۲، یکی از مهمانداران این مراسم بود که با کارل گوستاف، ولیعهد سوئد آشنا شد. معاشقهٔ آن دو نفر در حدود ۴ سال به‌طول انجامید و در این مدت کارل گوستاف در ۱۹۷۳ به پادشاهی سوئد رسید.
سرانجام سیلویا و کارل در ۱۹ ژوئن ۱۹۷۶ با یکدیگر ازدواج کردند و سیلویا  ملکه سوئد شد. آنها صاحب سه فرزند شدند: شاهدخت ویکتوریا (زادهٔ ۱۴ ژوئیه ۱۹۷۷)، شاهزاده کارل فیلیپ (زادهٔ ۱۳ مه ۱۹۷۹) و شاهدخت مادلین (زادهٔ ۱۰ ژوئن ۱۹۸۲).
سیلویا پس از رسیدنش به  ملکه سوئد بیشتر وقت و انرژیش را معطوف سازمان‌هایی کرد که نیازهای کودکان را برآورده می‌ساختند و عمده‌ترین تلاش‌هایش در زمینهٔ پایان بخشیدن به سواستفاده‌های جنسی از کودکان بود. او طی یکی از مصاحبه‌های نادر تلویزیونیش در سال ۲۰۰۷ ضمن محکوم کردن قوانین ضعیف سوئد در زمینهٔ پورنوگرافی کودکان خواستار دخالت مجلس در این رابطه شد. اما این صحبت او به بروز جنجالی در کشور انجامید و بسیاری از مردم سوئد، حتی آنانی که با او هم‌عقیده بودند، این پرسش را مطرح ساختند که وقتی خانوادهٔ سلطنتی از دههٔ ۱۹۷۰ تا کنون تنها نقشی تشریفاتی داشته و فاقد قدرت اجرایی است آیا درست بود که ملکه در این مورد صحبت کند یا خیر.
سیلویا همچنین در ۱۹۹۹ بنیاد جهانی کودکان را پایه گذارد که از وظایف این سازمان، بهبود شرایط زندگی کودکان و نوجوانان سراسر دنیا است. از دیگر کارهای او می‌توان به ارتقاء منابع برای بیماران روانی و معلولان اشاره نمود.

## مشارکت خیریه

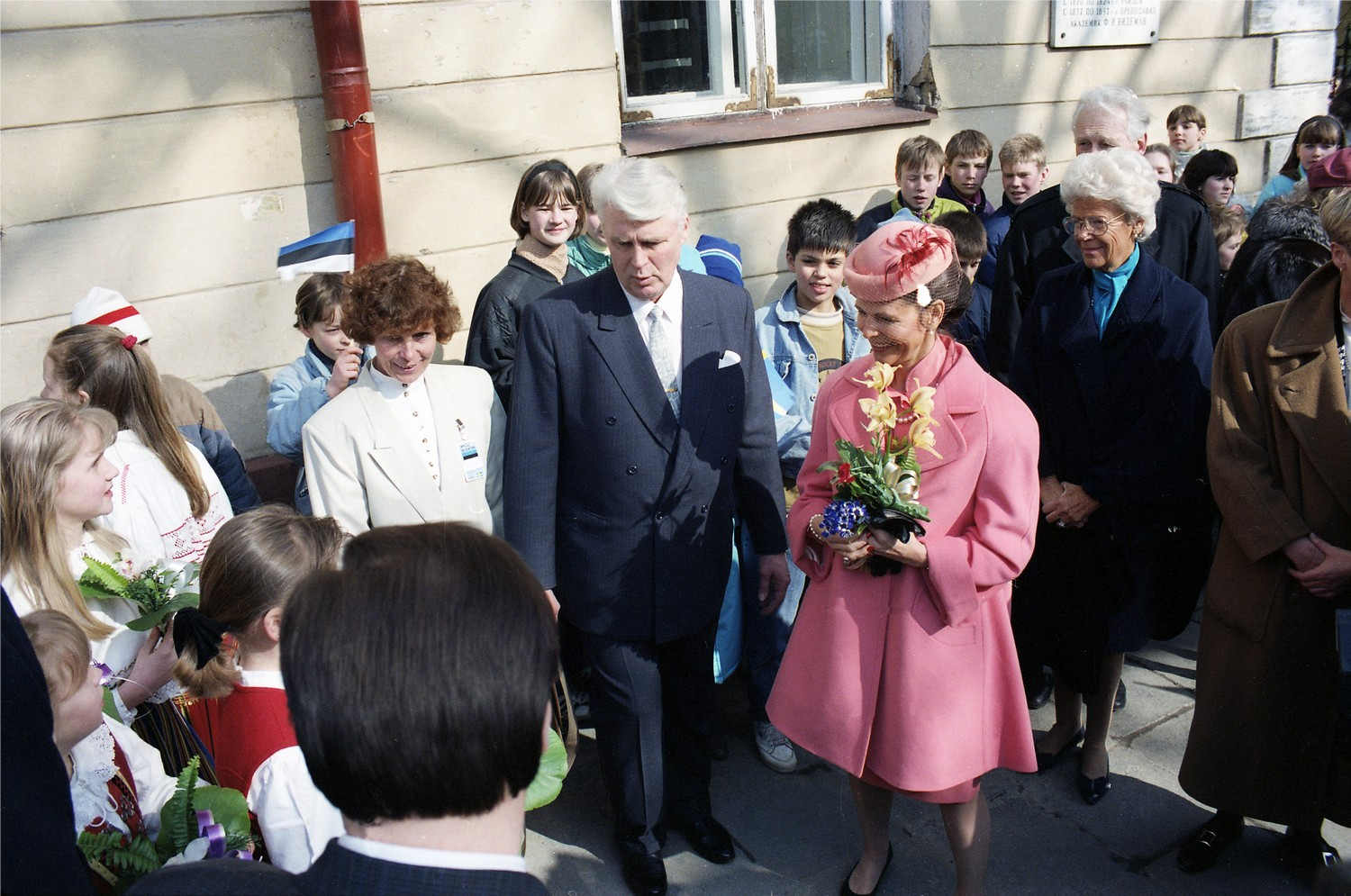
ملکه سیلویا در سالن بدنسازی گوستاو آدولف 92 (02)

ملکه سیلویا مؤسسه خیریه منتور بین‌المللی را در سال ۱۹۹۴ با همکاری سازمان جهانی بهداشت تأسیس کرد. چشم‌انداز او ارائه مشاوره به عنوان الهام‌دهنده، دادن انگیزه و توانمندسازی برای جوانان برای انتخاب زندگی سالم و نگاه مثبت تر به آینده خود بود. کار منتور توسط دفتر مواد مخدر و جرم سازمان ملل متحد، سازمان کشورهای آمریکایی و شورای اروپا به رسمیت شناخته شده‌است. او اکنون عضو افتخاری هیئت مدیره بنیاد منتور است.
او همچنین یکی از بنیانگذاران بنیاد جهانی کودکان در سال ۱۹۹۹ بود که از کار خود به عنوان حامی اولین کنگره جهانی علیه استثمار جنسی تجاری از کودکان که در استکهلم برگزار شد الهام گرفت. او همچنین به عنوان سخنران اصلی در چندین فروم در انجمن جهانی کودک، که به راه اندازی آن کمک کرد، مشارکت داشته‌است.
تعهد او به کار با زوال عقل و مراقبت از سالمندان در پایان عمرشان نیز شناخته شده و قابل احترام است. به ابتکار او، خانه سیلویا در استکهلم تأسیس شد. این سازمان برای آموزش پرسنل بیمارستان در مورد نحوه کار با افراد مبتلا به زوال عقل کار می‌کند و همچنین تحقیقات در این منطقه را آغاز می‌کند.
او ریاست صندوق سلطنتی عروسی را بر عهده دارد که از تحقیقات در ورزش و دو و میدانی برای جوانان معلول و همچنین از تحقیقات در مورد کودکان و معلولیت حمایت می‌کند.
ملکه سیلویا دارای موقعیت‌های افتخاری در انجمن ورزش آماتور سوئد، بنیاد سرطان کودکان سوئد و نجات کودکان سوئد است.